# Natronococcus
A Natronococcus a Halobacteriaceae családba tartozó archea nem. Az archeák – ősbaktériumok – egysejtű, sejtmag nélküli prokarióta szervezetek.

## Leírása
Ez a haloalkalofil archaea ugyanabba a családba tartozik mint a Halobacteriumok. Heterotróf, aerob élőlény. Képes cukrokat használni nitrogénforrásként hogy stimulálja a növekedést. Képes megkötni nitrogént kazaminsavakból, glükózból, ribózból és szacharózból, és nitrátokat nitritekké redukál. (Nem lehetséges nitrogént megkötni szénhidrátokból.) Sejtjei nem mozgékonyak, szabálytalan klaszterben, párban vagy egyedül fordulnak elő. Gömb alakúak, és 1-2 mikrométer átmérőjűek. Kolóniái halványbarna színűek és kör alakúak.

## Genom szerkezete
A jelentősebb kromoszóma G+C tartalma 64,0%, míg a kisebb komponensé 55,7%. A plazmid mérete körülbelül 144 kbp.

## Ökológia
Az N. occultust izolálták a Magadi-tóban. 8–30% NaCl-koncentráció mellett növekszik, optimális érték 22%. 8,5–11 pH tartományban növekszik, optimális érték 9,5. 20–50 °C között növekszik, optimális érték 40 °C.

### Tudományos folyóiratok
- Oren A (2000). „International Committee on Systematic Bacteriology Subcommittee on the taxonomy of Halobacteriaceae. Minutes of the meetings, 16 August 1999, Sydney, Australia”. Int. J. Syst. Evol. Microbiol. 50, 1405–1407. o. PMID 10843089.
- Tindall BJ (1984). „Natronobacterium gen. nov. and Natronococcus gen. nov., two new genera of haloalkaliphilic archaebacteria”. Syst. Appl. Microbiol. 5, 41–57. o. DOI:10.1016/S0723-2020(84)80050-8.

### Tudományos könyvek
- Gibbons, NE.szerk.: RE Buchanan and NE Gibbons, eds.: Family V. Halobacteriaceae fam. nov., Bergey's Manual of Determinative Bacteriology, 8th, Baltimore: The Williams & Wilkins Co. (1974. március 20.)

### Tudományos adatbázisok
- Natronococcus PubMed hivatkozásai
- Natronococcus PubMed Central hivatkozásai
- Natronococcus Google Scholar hivatkozásai